# Hydra 70

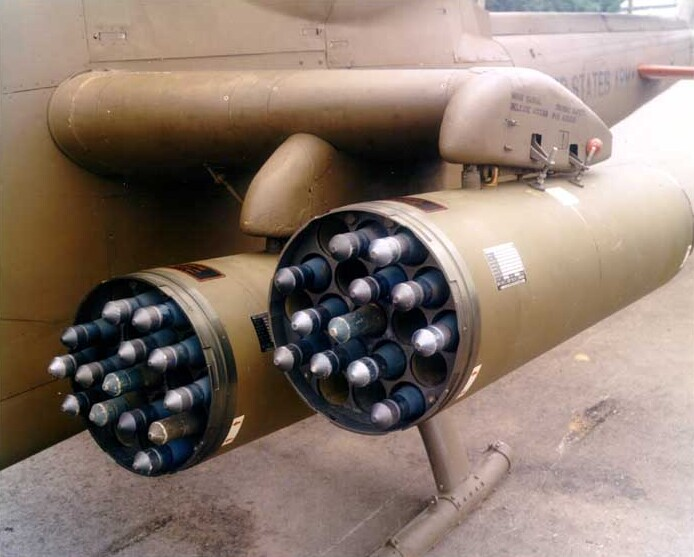
19-prowadnicowe wyrzutnie rurowe pocisków Hydra na śmigłowcu Bell AH-1 Cobra

Hydra 70 – amerykański niekierowany lotniczy pocisk rakietowy powietrze-ziemia, następca rakiety FFAR.
Pocisk rakietowy Hydra 70 jest pociskiem kalibru 70 mm. Rakieta składa się z silnika na paliwo stałe Mk66 z trzema składanymi statecznikami z aluminium oraz głowicy bojowej z zapalnikiem.

## Dane taktyczno-techniczne
- Model /Typ: system Hydra 70
- Długość:  1,06 m (bez głowicy)
- Średnica kadłuba:  70 mm
- Rozpiętość skrzydeł:  186 mm
- Masa startowa:  6,2 kg (bez głowicy)
- Prędkość: 739 m/s (2660 km/h)
- Zasięg: 8000 m (skuteczny), 10500 m (maksymalny)
- Głowica bojowa: różne 4,5 kg
- Naprowadzanie: brak
- Napęd: silnik na paliwo stałe